# Eduardo Medina Santillán
Eduardo Medina Santillán (* 13. September 1972 in Mexiko-Stadt) ist ein ehemaliger mexikanischer Fußballspieler, der sowohl in der Abwehr als auch im defensiven Mittelfeld eingesetzt wurde. 

## Karriere
Medina begann seine aktive Laufbahn in der auf Amateurbasis betriebenen Hauptstadtliga Española de Fútbol, wo er für eine Mannschaft namens Real Madrid spielte, hinter der sich der Rekordmeister der früheren Primera Fuerza, Real Club España, verbirgt.
Seinen ersten Profivertrag erhielt Medina wahrscheinlich bei den ebenfalls in der Hauptstadt ansässigen UNAM Pumas, von denen er 1995 zum Stadtrivalen Atlante wechselte.
Anschließend spielte er für den Puebla FC (Saison 1997/98) und den Club Deportivo Guadalajara (2000 bis 2002). Die Fußballdatenbanken weisen für die beiden dazwischen liegenden Jahre eine Lücke auf.
Nach der Saison 2001/02 wechselte Medina zum Erstliga-Aufsteiger San Luis FC und blieb bei dem Verein bis zu seinem Abstieg am Ende der Saison 2003/04. Nach dem Abstieg wechselte er zum ebenfalls in der zweiten Liga spielenden Altamira FC, bei dem er seine aktive Laufbahn wahrscheinlich beendete.